# Новотроицкое (Азовский район)
Новотроицкое — село в Азовском районе Ростовской области.
Входит в состав Задонского сельского поселения.

## География
Расположено в 35 км (по дорогам) юго-восточнее районного центра — города Азова.
Село находится на левом берегу реки Эльбузд.

### Улицы
| - ул. Бережная - ул. Гагарина - ул. Калинина - ул. Кирова - ул. Молодёжная - ул. Степная - ул. Школьная | - пер. Кравцова - пер. Ленина - пер. Партизанский - пер. Средний |

## Население
| 1989 | 2002  | 2010  |
| ---- | ----- | ----- |
| 1298 | ↗1345 | ↗1509 |

### Известные уроженцы
Жабский, Иван Егорович (1914—1969) — полный кавалер ордена Славы